# 申翼煕

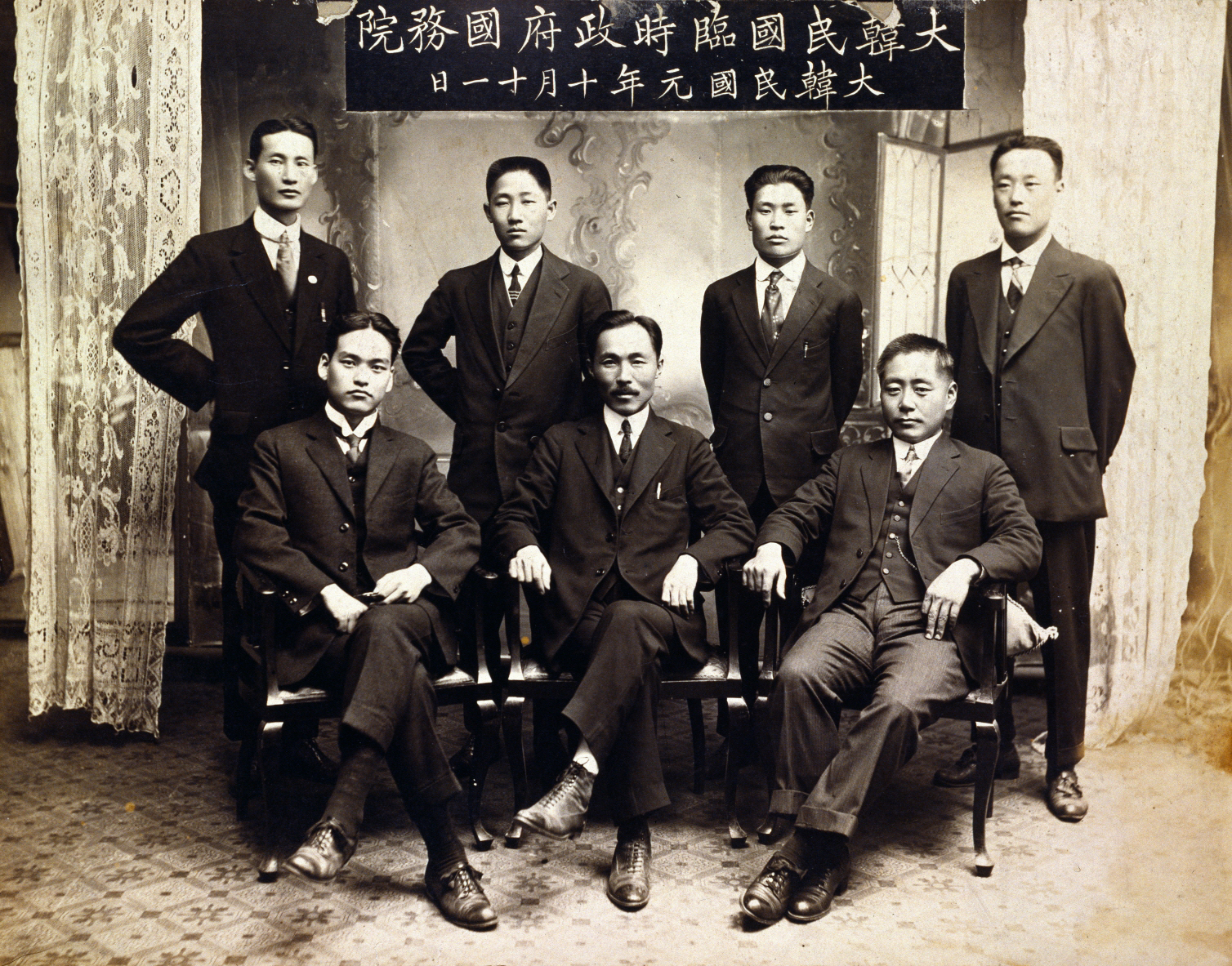
大韓民国臨時政府国務院記念写真（1919年10月11日）。前列左が申翼熙、中心が安昌浩。

申 翼熙（シン・イッキ、1894年7月11日 - 1956年5月5日）は、大韓民国の独立運動家・政治家。本貫は平山申氏。号は「海公」（ヘゴン、해공）。韓国第1、2代国会議長を務めた。国民大学校設立者の1人。
韓国の民主党系政党の初代党首を務めた人物で、民主党で記念しているが、1956年に死亡したため、21世紀現在の大衆的な有名税が高い方ではない。

## 経歴
京畿道の広州に生まれる。1908年に漢城官立外国語学校を卒業した後、早稲田大学政治経済学部へ留学した。留学中には、韓国からの留学生達と学友会を組織して役員を引き受け、機関紙『学之光』を発刊する等といった学生運動を続けた。1913年に帰国した後は、京城中東学校や普成法律商業学校で教鞭を執った。
1918年の第一次世界大戦終結前後には、北京・上海などを往来しながら、崔麟や宋鎮禹などと共に海外独立運動家らの連絡役を担当して独立運動を準備した。1919年の三・一独立運動に参加した直後、上海に亡命して大韓民国臨時政府を設立し、臨時政府の初代内務次長に就任し、以降は内務総長・法務総長・文教部長・外務部長などを歴任し、国務院秘書室長と議政院副議長を兼任した。
1933年には南京で対日戦線統一同盟、1937年には朝鮮民族戦線を結成し、1942年からは臨時政府の外交委員会副議長として、外交活動に積極的に参加した。

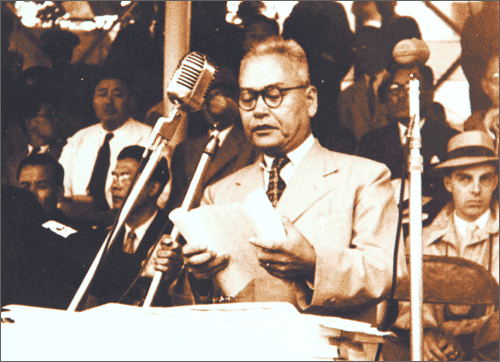
帰国後

解放後の朝鮮人民共和国人共内閣による逓信部長に選任されたが、1945年12月3日に帰国した後は、金九などの臨時政府系統とは異なる路線を選択し、李承晩と接近した。また、韓国民主党（韓民党）を親日派であると批判し、韓民党との確執を深めたりもした。
1946年には、大韓独立促成国民会副委員長や国民大学校初代学長、自由新聞社社長を務めたほか、米軍政下において、南朝鮮過渡立法議院議長に就任し、1947年には国会議長を務めた。また同年には、池青天の大同青年団と合作して大韓国民党を結成して代表最高委員に就任した。
1948年5月10日に行なわれた初代国会議員選挙に出馬、国会議員に当選した。選挙後の5月31日に大韓民国制憲国会副議長に就任してからは、議長である李承晩が大統領に選出されると、議長に被選され、政府樹立後に李承晩と疎遠になった韓民党の金性洙の提議を受け入れ、1949年に民主国民党（民国党）を結成して委員長に就任した。また、1948〜49年に大韓サッカー協会会長を務めた。
1950年5月の第2代総選挙で第2代国会議員に当選した後は、国会議長にも被選された。

### 朝鮮戦争
朝鮮戦争時に偽りの録音放送をしてソウルから逃げた李承晩と共に渡江派と批判されている。
1955年、民国党を中心に反李承晩勢力が結集して発足した「民主党」の代表最高委員になった。そして1956年に行われた第3代大統領選挙では、民主党公認で大統領選に立候補し、現職の李承晩に迫る支持を集めたが、遊説中の5月5日、張勉とともに全州へ列車で向かっている最中に、脳溢血で倒れ、そのまま亡くなった。61歳没。
死後の1962年3月1日、大韓民国建国功労勲章が授与された。

## 親族
長男の申河均も元国会議員。1960年代にヒットしたボーカルグループの「ボンボン四重唱団」のメンバーで作詞家のキム・ユセン（金渝生、芸名チ・ウン）は外孫。キム・ユセンは宋元英の娘と結婚した。

## 関連文献
- 内藤陽介『韓国現代史　切手でたどる60年』福村出版、2008年
- 木村幹『韓国現代史　大統領たちの栄光と蹉跌』中公新書、2008年
- 佐々木春隆『朝鮮戦争前史としての　韓国独立運動の研究』国書刊行会、1985年